# 北海道滝川工業高等学校
北海道滝川工業高等学校（ほっかいどうたきかわこうぎょうこうとうがっこう、英称：Hokkaido Takikawa Technical High School）は、北海道滝川市にある道立の工業高等学校。

## 沿革
- 1920年 4月1日 - 北海道庁立滝川中学校として創立。
- 1948年 4月1日 - 学制改革により、北海道立滝川高等学校となる。
- 1950年 4月1日 - 高等学校再編成により、北海道滝川西高等学校となる。同時に通学区規制の制定により、男女共学となる。
- 1951年 4月1日 - 工業科（電気・土木）を設置。
- 1954年 4月1日 - 北海道滝川工業高等学校となる。
- 1955年 4月1日 - 定時制（季節）課程を設置。
- 1959年 4月1日 - 工業化学科を設置。
- 1960年 4月1日 - 機械科を設置。
- 1965年 4月1日 - 定時制（季節）課程募集停止。
- 1978年 4月1日 - 定時制（夜間）課程募集停止。
- 1981年 3月8日 - 定時制課程閉課記念式を挙行。
- 1991年 4月1日 - 工業化学科募集停止。
- 1998年 4月1日 - 機械科を電子機械科に変更。
- 2011年 4月1日 - 土木科募集停止。

## 教育課程
- 全日制課程
  - 電子機械科
  - 電気科

## 出身者
- 平田俊春 （歴史学者、旧制・北海道庁立滝川中学校）
- 水野洽 （映画監督、旧制・北海道庁立滝川中学校）
- 蔦井政信 （実業家、旧制・北海道庁立滝川中学校）
- 浅尾和信 （元プロボクサー）
- 杉本正 (英文学者)
- 松浦忠 （政治家、元札幌市議会議員）
- 神部俊郎（滝川市初代市長）